# Joywave
Joywave es una banda estadounidense de indie rock de Rochester, Nueva York, compuesta por: Daniel Armbruster (voz), Joseph Morinelli (guitarra), Jeremiah Crespo (bajo), Benjamin Bailey (teclados) y Paul Brenner (batería). La banda se hizo famosa por su colaboración con el proyecto de música electrónica Big Data, "Dangerous", que alcanzó el puesto número uno en la lista Billboard Alternative Songs en 2014. También, la canción "Destruction" apareció en el tráiler de la Temporada 1, Capítulo 1 del videojuego Fortnite en 2017, canción la cual se puede escuchar en la radio de los autos en Fortnite. Posteriormente, la canción "Blastoffff" también apareció en el tráiler de la Temporada 5, Capítulo 1 del videojuego ya antes mencionado, Fortnite en 2018. A mediados del 2015, la canción "Destruction (KOPPS Remix)" fue añadida para ser parte de la banda sonora del videojuego Need for Speed (2015), canción la cual solo se puede escuchar en misiones especiales del juego.
Después de lanzar dos EP, su álbum debut, How Do You Feel Now?, fue lanzado en Cultco Music / Hollywood Records en 2015. Su segundo álbum, Content, fue lanzado el 28 de julio de 2017, seguido por su tercer álbum, Possession, lanzado el 13 de marzo de 2020. Su último disco, Cleanse, fue publicado el 18 de febrero de 2022

## Historia

### Primeros años (2010–2013)
Los cinco miembros de Joywave crecieron en Rochester, Nueva York. 
Armbruster, Brenner y Morinelli tocaban juntos en varias bandas locales mientras crecían. En 2010, formaron Joywave en Rochester. Donnelly se unió a la banda poco después, y lanzaron su primera mixtape,  77777  en 2011. En 2012, lanzaron su primer EP, Koda Vista. 
En el año 2013 sacaron su segunda mixtape titulada 88888.

### "Dangerous" yHow Do You Feel Now?(2014–2016)
Originalmente Armbruster, era miembro de Big Data junto con Alan Wilkis, ellos escribieron la canción "Dangerous", que fue grabada por Wilkis y Armbruster como cantante, y acreditada a Big Data con Joywave.  Tras el éxito de "Dangerous", la notoriedad de Joywave siguió aumentando con el lanzamiento de su EP de 2014 "How Do You Feel?" Los dos singles del EP, "Tongues" (ft. KOPPS) y " Somebody New", alcanzaron una considerable popularidad en la radio y en YouTube, con sus respectivos videos de música con más de 1,8 millones de visitas en YouTube a partir de junio de 2017. "Tongues" apareció en un anuncio del Google Nexus, el vídeo musical de dicha canción fue dirigido por el dúo director Daniels.
El primer LP de Joywave How Do You Feel Now?, fue lanzado el 21 de abril de 2015 en EE. UU. Y el 22 de junio de 2015 en el Reino Unido.. Alcanzó el n. ° 25 en la lista de álbumes alternativos de Billboard, n. ° 34 en la tabla de álbumes de Top Rock y n. ° 3 en la lista de álbumes de Heatseekers. En 2016, la banda lanzó Swish, que presenta versiones alternativas de "Destruction". El título es una referencia al álbum de Kanye West en 2016, The Life of Pablo, que originalmente iba a ser titulado Swish.

### Content(2017–2018)
En abril de 2017, se lanzó el sencillo "Content", del álbum  Content. En mayo de 2017, lanzaron el segundo sencillo del álbum, "It's a Trip!". Otros tres sencillos fueron lanzados en los meses siguientes: "Shutdown", "Doubt" y "Going to a Place".  "Content" fue lanzado el 28 de julio de 2017.

El 1 de junio de 2018, el sencillo "Compromise" fue lanzado, originariamente este fue grabado en la época de How Do You Feel Now?

### Possession(2018-2020)
El 12 de julio de 2018, la banda lanzó el sencillo"Blastoffff". Este apareció en el tráiler de la quinta temporada de Fortnite.
El 21 de junio de 2019, se lanzó el sencillo "Like a Kennedy" junto con un avance para el video musical.
El 9 de agosto de 2019, la banda lanzó el sencillo "Obsession", como avance de su tercer álbum.
El 1 de noviembre de 2019, lanzaron el sencillo "Blank Slate".
El 7 de enero de 2020, la banda lanzó la canción "Half Your Age" y reveló que su tercer álbum,  Possession , se lanzaría el 13 de marzo. También anunciaron fechas para una gira por los Estados Unidos.

### Cleanse(2021-presente)
Su EP Every Window Is a Mirror fue lanzado el 25 de junio de 2021 e incluía cuatro nuevas canciones de su próximo cuarto álbum, Cleanse.
Joywave también lanzó una versión rusa de "Every Window Is A Mirror" cuando notaron un aumento en las transmisiones provenientes de Rusia.
También cabe señalar que después de que el EP se lanzó, Joywave comenzó una serie en Youtube de preguntas y respuestas llamada Every Question Has An Answer.
El 29 de octubre de 2021, la banda anunció "Cleanse" junto con el sencillo "Cyn City 2000". El álbum fue lanzado el 11 de febrero de 2022.

## Miembros

### Actualmente
- Daniel Armbruster - voz principal, guitarras, producción, pianos (2010-presente)
- Joseph Morinelli - guitarra (2010-presente)
- Paul Brenner - batería (2010-presente)

### En giras
- Kevin Mahoney – bajos (2017–present)
- Connor Ehman - guitarras, teclados, y coros (2022-present)

### Antiguos miembros
- Travis Johansen – teclados (2010–2013)
- Sean Donnelly – bajo (2010–2017)
- Benjamin Bailey – teclados, pianos, sintetizadores (2013–2021)[26]

## Conciertos y apariciones
Joywave hizo su debut en televisión en julio de 2015 en Late Night with Seth Meyers, tocando "Dangerous" y "Tongues". También han aparecido en Jimmy Kimmel Live y VH1's Big Morning Buzz Live.

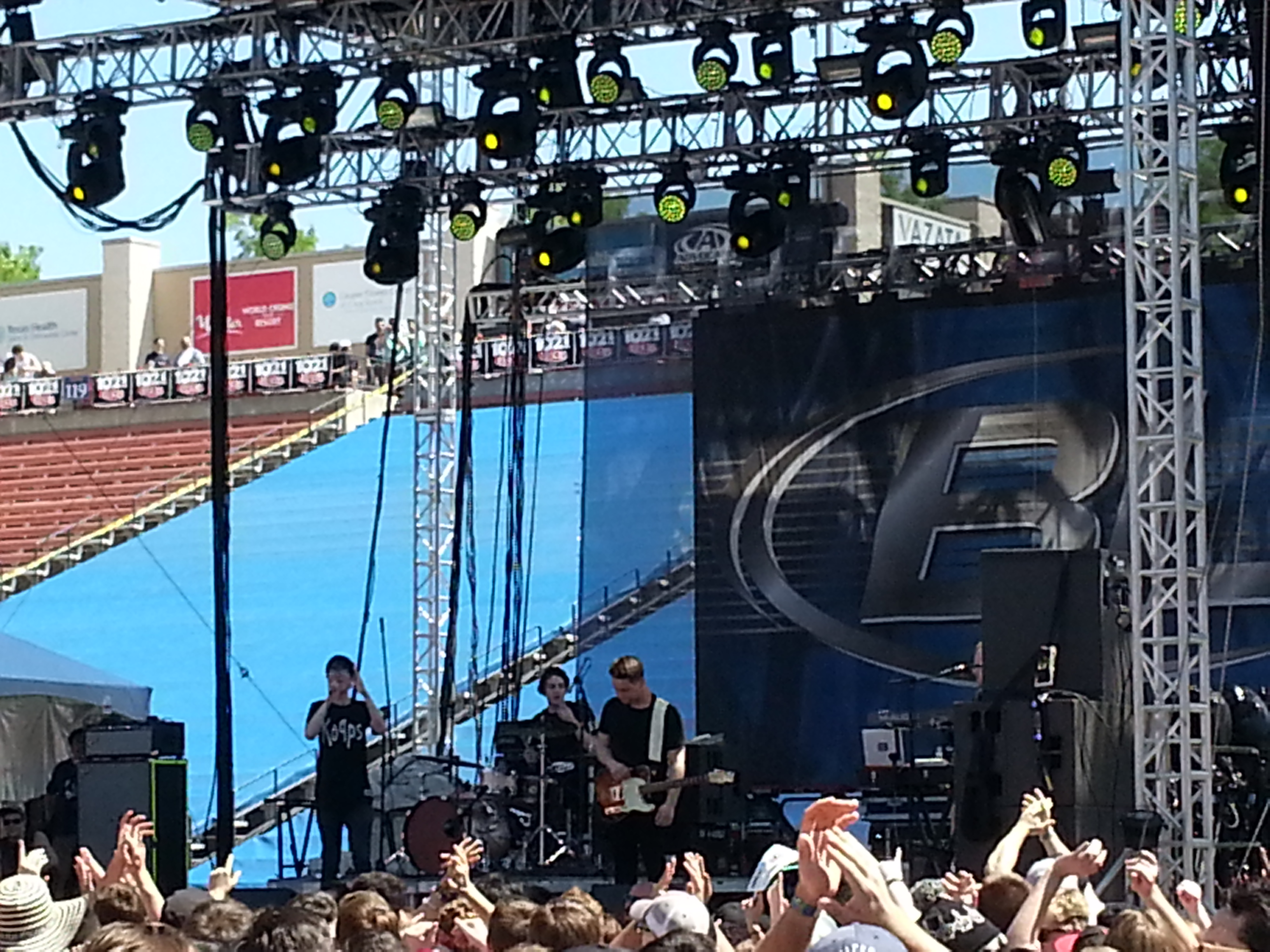
Joywave tocando el 25 de abril de 2015 en Lollapalooza

Ellos inauguraron dos conciertos junto con  The Killers en mayo de 2014. Ese mismo año, tocaron en Lollapalooza en Chicago, y  en el Osheaga Festival en Montreal. En 2015, fueron de gira por el Reino Unido con Brandon Flowers, También fueron de gira cinco semanas con Night Terrors of 1927 y Bleachers, The Kooks, y tocando en Leeds Festival en Inglaterra. En 2016, hicieron un tour de 5 semanas en Estados Unidos  con Metric. En el verano de 2017, recorrieron los Estados Unidos con Young the Giant y Cold War Kids. En noviembre de 2017, la banda anunció la segunda parte del tour Thanks. Thanks for Coming, que comenzó en Las Vegas el 10 de febrero de 2018. También hicieron un tour con Thirty Seconds to Mars, Walk the Moon, y MisterWives en la gira norteamericana de Thirty Seconds to Mars comenzará a partir del verano de 2018 y en septiembre de 2018  fueron de gira con Bishop Briggs.
Durante gran parte del 2018 estuvieron de gira con Sir Sly, dicha gira fue anunciada en julio de 2018.
En otoño de 2019, Joywave se juntó con Bastille en la promoción de su último álbum Doom Days, para dar una gira por todo América.
En octubre de 2021, la banda anunció Cleanse the Tour, dicha gira comenzó en Harrisburg el 22 de febrero de 2022.

## Discografía

### Álbumes

#### Álbumes de estudio
| Título               | Detalles del álbum                                                                                       | Posición en listas | Posición en listas |
| Título               | Detalles del álbum                                                                                       | US Alt.            | US Rock            |
| -------------------- | --- | ------------------ | ------------------ |
| How Do You Feel Now? | - Lanzado el: 21 de abril de 2015 - Discográfica: Hollywood, Cultco - Formato: CD, LP, descarga digital  | 25                 | 34                 |
| Content              | - Lanzado el: 28 de julio de 2017 - Discográfica: Hollywood, Cultco - Formato: CD, LP, descarga digital  | —                  | —                  |
| Possession           | - Lanzado el: 13 de marzo de 2020 - Discográfica: Hollywood, Cultco - Formato: CD, LP, descarga digital  | —                  | —                  |
| Cleanse              | - Lanzado el: 11 de febrero de 2022 - Discográfica: Hollywood, Cultco - Format: CD, LP, descarga digital | —                  |                    |

#### Álbumes recopilatorios
| Título | Detalles del álbum                                                                              |
| ------ | ----------------------------------------------------------------------------------------------- |
| Swish  | - Lanzado el: 11 de marzo de 2016 - Discográfica: Hollywood, Cultco - Formato: Descarga digital |

#### Mixtapes
| Título | Detalles del álbum                                                                               |
| ------ | ------------------------------------------------------------------------------------------------ |
| 77777  | - Lanzado el: 14 de marzo de 2011 - Discográfica: Joywave Industries - Formato: Descarga digital |
| 88888  | - Lanzado el: 15 de abril de 2013 - Discográfica: Joywave Industries - Formato: Descarga digital |

### EP
| Título                   | Detalles                                                                                             |
| ------------------------ | --- |
| Koda Vista               | - Lanzado el: 27 de marzo de 2012 - Discográfica: Joywave Industries - Formato: LP, descarga digital |
| How Do You Feel?         | - Lanzado el: 11 de marzo de 2014 - Discográfica: Hollywood, Cultco - Formato: LP, descarga digital  |
| Every Window Is A Mirror | • Lanzado el: 25 de junio de 2021 • Discográfica: Hollywood, Cultco • Formato: Descarga digital      |

### Singles
| Título                                                         | Año  | Posición en listas | Posición en listas | Posición en listas | Posición en listas | Posición en listas | Posición en listas | Álbum                |
| Título                                                         | Año  | US                 | US Alt.            | US Rock            | BEL (FL) Tip       | BEL (FL) Dance     | CAN                | Álbum                |
| -------------------------------------------------------------- | ---- | ------------------ | ------------------ | ------------------ | ------------------ | ------------------ | ------------------ | -------------------- |
| "Ridge"                                                        | 2011 | —                  | —                  | —                  | —                  | —                  | —                  | No tiene             |
| "Traveling at the Speed of Light"                              | 2011 | —                  | —                  | —                  | —                  | —                  | —                  | 77777                |
| "Dangerous" (Big Data feat. Joywave)                           | 2013 | 106                | 1                  | 8                  | —                  | —                  | 75                 | 2.0                  |
| "Tongues" (featuring KOPPS)                                    | 2014 | —                  | 26                 | —                  | 54                 | 42                 | —                  | How Do You Feel Now? |
| "Somebody New"                                                 | 2014 | —                  | 15                 | 45                 | —                  | —                  | —                  | How Do You Feel Now? |
| "Destruction"                                                  | 2015 | —                  | 18                 | —                  | —                  | —                  | —                  | How Do You Feel Now? |
| "Now"                                                          | 2015 | —                  | 27                 | —                  | —                  | —                  | —                  | How Do You Feel Now? |
| "Content"                                                      | 2017 | —                  | —                  | —                  | —                  | —                  | —                  | Content              |
| "It's a Trip!"                                                 | 2017 | —                  | 24                 | —                  | —                  | —                  | —                  | Content              |
| "Shutdown"                                                     | 2017 | —                  | —                  | —                  | —                  | —                  | —                  | Content              |
| "Doubt"                                                        | 2017 | —                  | 21                 | —                  | —                  | —                  | —                  | Content              |
| "Going to a Place"                                             | 2017 | —                  | —                  | —                  | —                  | —                  | —                  | Content              |
| "Compromise"                                                   | 2018 | —                  | —                  | —                  | —                  | —                  | —                  | No tiene             |
| "Blastoffff"                                                   | 2018 | —                  | —                  | —                  | —                  | —                  | —                  | Possession           |
| "Like a Kennedy"                                               | 2019 | —                  | —                  | —                  | —                  | —                  | —                  | Possession           |
| "Obsession"                                                    | 2019 | —                  | —                  | —                  | —                  | —                  | —                  | Possession           |
| "Blank Slate"                                                  | 2019 | —                  | —                  | —                  | —                  | —                  | —                  | Possession           |
| "Half Your Age"                                                | 2020 | 34                 | —                  | —                  | —                  | —                  | —                  | Possession           |
| "After Coffee"                                                 | 2021 | —                  | —                  | —                  | —                  | —                  | —                  | Cleanse              |
| "Every Window Is a Mirror"                                     | 2021 | 32                 | —                  | —                  | —                  | —                  | —                  | Cleanse              |
| "The Inversion"                                                | 2021 | -                  | -                  | -                  | -                  | -                  | -                  | Cleanse              |
| "Pray For The Reboot"                                          | 2021 | -                  | -                  | -                  | -                  | -                  | -                  | Cleanse              |
| "Cyn City 2000"                                                | 2021 | -                  | -                  | -                  | -                  | -                  | -                  | Cleanse              |
| "Buy American"                                                 | 2022 | -                  | -                  | -                  | -                  | -                  | -                  | Cleanse              |
| "—" significa que esas canciones no se clasificaron en listas. |      |                    |                    |                    |                    |                    |                    |                      |